# Tournoi de tennis du Surrey (dames 1952)
Pour un article plus général, voir Tournoi de tennis du Surrey.
Le tournoi de tennis du Surrey est un tournoi de tennis. L'édition féminine 1952 se dispute à Surbiton le 26 mai 1952.
Maureen Connolly remporte le simple dames. En finale, elle bat Patricia Canning Todd.
L'épreuve de double voit quant à elle s'imposer Helen Fletcher et Jean Quertier.

## Résultats en simple

### Tableau final
|  |                       |  |   |   |   |
|  | Finale                |  |   |   |   |
|  |                       |  |   |   |   |
|  |                       |  |   |   |   |
|  | Maureen Connolly      |  | 3 | 6 | 6 |
|  | Maureen Connolly      |  | 3 | 6 | 6 |
|  | Patricia Canning Todd |  | 6 | 3 | 4 |

## Résultats en double

### Tableau final
|  |                                         |  |   |   |  |
|  | Finale                                  |  |   |   |  |
|  |                                         |  |   |   |  |
|  |                                         |  |   |   |  |
|  | Helen Fletcher Jean Quertier            |  | 6 | 6 |  |
|  | Helen Fletcher Jean Quertier            |  | 6 | 6 |  |
|  | Thelma Coyne Long Patricia Canning Todd |  | 4 | 4 |  |